# Derambila pellucida
Derambila pellucida là một loài bướm đêm trong họ Geometridae.